# Barbarine toplice
Barbarine toplice (njemački: Barbarathermen) su jedne od rimskih termi u njemačkom gradu Trieru. Od 1986. god., zajedno s drugim trierskim spomenicima, UNESCOva svjetska baština. 
Toplice su izgrađene u 2. stoljeću, i tada je glavna zgrada vjerojatno bila veličine 172 x 240 m (42.500 m²). No, kako je ova lokacija stoljećima služila kao kamenolom za gradnju drugih građevina, to se danas može samo pretpostavljati. Iako nije bio među najvećim gradovima Carstva, Trier je ipak imao više termi, a Barbarine toplice iz oko 150. god. bile su druge po veličini u carstvu (veće su bile samo Trajanove terme u Rimu). To je očit dokaz kako je uprava ovog provincijskog grada procvala zahvaljujući trgovinom na granici Carstva. Za razliku od Carskih termi (Kaiserthermen) izgrađenih kasnije u Trieru i koje nikada nisu korištene kao toplice, Barbarine toplice su korištene skoro 300 godina. Toplice su bile napuštene netaknute nakon odlaska rimske uprave, ali su naposljetku Franci prepoznali vrijednost ove građevine i koristili je kao udobno svratište. Oko 1300. god., kako ih nije imao tko održavati, počele su propadati. Ruševine toplica su 1611. god. pretvorene u jezuitsku školu, te su tada prozvane po crkvi sv. Barbare koja je izgrađena uz njih. Francuski general Vignory je 1673. god., zbog taktičkih razloga u pohodu kralja Luja XIV., ovu građevinu podigao u zrak. Danas su od njih sačuvani samo dijelovi poput podzemnih prolaza i cijevi koje su služile za grijanje.
Dijelom su restaurirane 2000. god. i od 2009. ponovo otvorene za javnost. 

## Vanjske poveznice
- 360º-Panorama Barbarinih toplica  Arhivirana inačica izvorne stranice od 18. veljače 2009. (Wayback Machine)
- Informationen zur Geschichte der Barbarathermen